# Bulbophyllum cerambyx
Bulbophyllum cerambyx là một loài phong lan thuộc chi Bulbophyllum.